# كأس النرويج 2019
كأس النرويج 2019 (بالنرويجية: Norgesmesterskapet i fotball for menn 2019)‏ هو الموسم 114 من كأس النرويج. أشرف على تنظيمه اتحاد النرويج لكرة القدم، وفاز فيه نادي فيكينغ.